# Spaanse zilverspar
De Spaanse zilverspar (Abies pinsapo) is een boom uit de dennenfamilie (Pinaceae). Het natuurlijke verspreidingsgebied is erg beperkt en situeert zich op het zuidpunt van het Iberisch Schiereiland. Aldaar op hoogten tussen 900 en 1700 meter vormt hij in de streken ten westen van Málaga (in Nationaal park Sierra de las Nieves) kleine bossen. De boom kan 25 meter hoog worden.
Deze zilverspar is makkelijk te herkennen aan de karakteristieke plaatsing van de naalden, die afstaand van de twijg zijn ingeplant. Ze zijn stijf en stekelig en zijn groen-asgrijskleurig met duidelijk zichtbare banden. De bovenkant van de naald is licht gewelfd. De harskanalen zijn in het parenchym gelegen, enkel bij jonge bomen en laaghangende takken zijn deze verbonden met het buitenste weefsel. De kegelvruchten (die een bruin-purperen kleur hebben) zijn 3 tot 5 cm breed en kunnen een lengte hebben tot 15 cm. De kegelschubben zijn driehoekig en van boven afgerond. De dekschubben zijn kleiner en niet zichtbaar. De zaden zijn ongeveer 7 cm en hebben een dun vleugeltje.
De eerste zaden zijn in Frankrijk ingevoerd door Pierre Edmond Boissier (die de soort eveneens ontdekte) omstreeks 1837. Twee jaar later werd hij succesvol gekweekt in Zweden en in 1845 in Sychrov, Bohemen. Alzo komt hij tegenwoordig overal in Europa voor (behalve het noorden van Scandinavië) waar er voldoende bodem- en luchtvochtigheid is (voornamelijk in tuinen en parken).

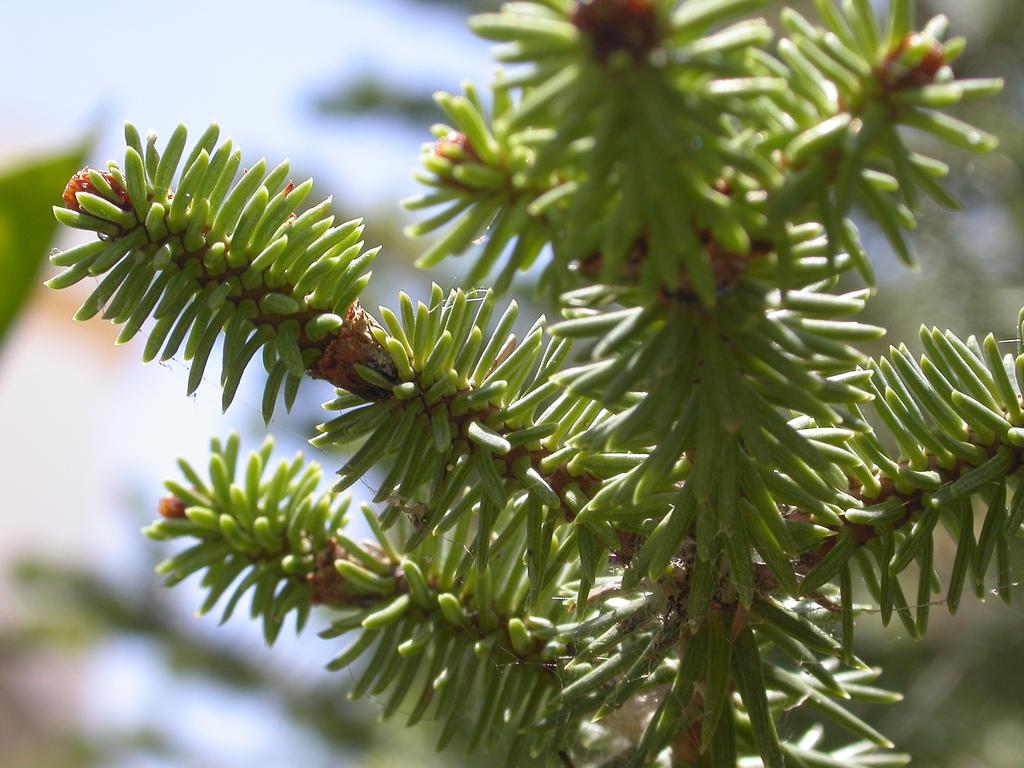
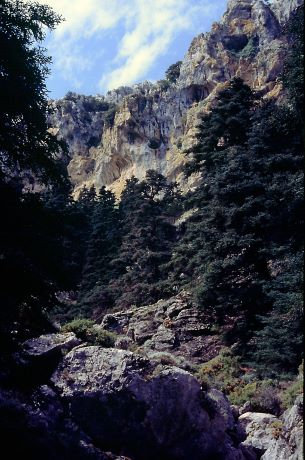
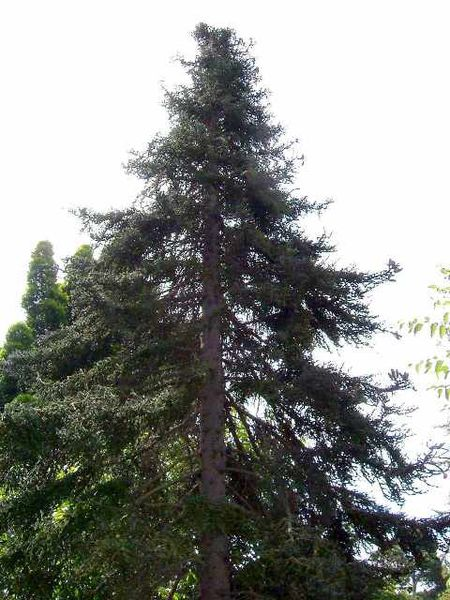